# Microtus maximowiczii
Microtus maximowiczii là một loài động vật có vú trong họ Cricetidae, bộ Gặm nhấm. Loài này được Schrenk mô tả năm 1859.